# Liste der Staatsoberhäupter 440
Übersicht
◄◄ | ◄ | 436 | 437 | 438 | 439 | Liste der Staatsoberhäupter 440 | 441 | 442 | 443 | 444 | ► | ►►

Weitere Ereignisse

## Afrika
- Aksumitisches Reich
  - König: Ebana (ca. 415–ca. 450)

- Reich der Vandalen
  - König: Geiserich (428–477)

## Amerika
- Maya
  - Palenque
    - König: Casper II. (435–487)

  - Tikal
    - König: Siyaj Chan K’awiil II. (411–458)

## Asien
- China
  - Kaiser: Song Wendi (424–452)
  - Nördliche Wei-Dynastie: Tai Wu (424–452)

- Iberien (Kartlien)
  - König: Mirdat V. (435–452)

- Indien
  - Gupta-Reich
    - König: Kumaragupta I. (415–455)

  - Kadamba
    - König: Kakutstha Varman (425–450)

  - Pallava
    - König: Simha Varman II. (438–460)

  - Vakataka
    - König: Pravarasena II. (410–440)
    - König: Narendrasena (440–460)

- Japan
  - Kaiser: Ingyō (411–453)

- Korea
  - Baekje
    - König: Biyu (427–454)

  - Gaya
    - König: Chwiheui (421–451)

  - Goguryeo
    - König: Jangsu (413–490)

  - Silla
    - König: Nulji (417–458)

- Sassanidenreich
  - Schah (Großkönig): Yazdegerd II. (438–457)

## Europa
- Weströmisches Reich
  - Kaiser: Valentinian III. (425–455)
    - Konsul: Valentinian III. (440)

- Oströmisches Reich
  - Kaiser: Theodosius II. (408–450)
    - Konsul: Flavius Anatolius (440)

- Hunnen
  - König: Bleda (434–444) und Attila (434–453)

- Reich der Burgunden
  - König: Gundioch (436–470)

- Reich der Sueben
  - König: Rechila (438–448)

- Salfranken
  - König: Chlodio (ca. 428–ca. 450)

- Westgotenreich
  - König: Theoderich I. (418–451)

## Religiöse Führer
- Papst: Sixtus III. (432–440)
- Papst: Leo der Große (440–461)